# Brigitte Konjovic
Brigitte Konjovic (...) è una modella francese, vincitrice del titolo di Miss Parigi 1977 e Miss Francia 1976 in sostituzione di Pascale Taurua, Miss Nuova Caledonia.

## Biografia
La vincitrice di Miss Francia 1978, Pascale Taurua, Miss Nuova Caledonia rinunciò al titolo pochissimi giorni dopo l'incoronazione, così come la seconda classificata Kelly Hoare, Miss Riunione, che in seguito divenne finalista di Miss International 978. Alla fine il titolo fu consegnato a Brigitte Konjovic, Miss Parigi 1977, che accettò la corona, e rappresentò la Francia a Miss Universo 1978.